# Arend Remmers
Arend Remmers (* 25. Dezember 1938 in Wilhelmshaven) ist ein deutscher Prediger, Autor und Dialektforscher.

## Leben
Remmers wuchs in Westerstede auf und ging dort auch zur Schule. Anschließend studierte er an der Universität Heidelberg englische und französische Philologie; seine Magisterarbeit befasste sich mit dem Präfix un- im Altenglischen. In den folgenden 15 Jahren arbeitete er in einem Unternehmen der Stahlindustrie, zuletzt als Verkaufsleiter. Seit 1981 ist er freiberuflich als Reiseprediger und Autor in den Kreisen der freikirchlichen „geschlossenen“ Brüderbewegung tätig.
In seiner Freizeit beschäftigt sich Remmers mit niederdeutscher Dialektologie und Namenforschung. Für seine Studie Von Aaltukerei bis Zwischenmooren: Die Siedlungsnamen zwischen Dollart und Jade (2004) wurde er 2006 mit dem Wilhelmine-Siefkes-Preis der Stadt Leer ausgezeichnet; die Laudatio hielt Hermann Niebaum, Professor an der Universität Groningen.
Remmers ist verheiratet und lebt in Schwelm.

## Veröffentlichungen (Auswahl)

### Bibelauslegung und Verwandtes
- Den Glauben bewahren. Eine Auslegung des 2. Timotheusbriefes. Heijkoop, Schwelm 1981; 2. Aufl. CSV, Hückeswagen 1986.
- Geistesgaben oder Schwärmerei? Die charismatische Bewegung und ihre Lehren im Lichte der Bibel. Heijkoop, Schwelm 1982; 2. Aufl. CSV, Hückeswagen 1990; 3. Aufl. ebd. 2007.
- Gedenket eurer Führer. Lebensbilder einiger treuer Männer Gottes. Heijkoop, Schwelm 1983; 2. Aufl. CSV, Hückeswagen 1990.
- Das Reich Gottes. Ernst Paulus, Neustadt 1984.
- In Gottseligkeit leben. Eine Auslegung des 1. Timotheusbriefes. CSV, Hückeswagen 1986.
- Das Alte Testament im Überblick. CSV, Hückeswagen 1988, 2. Aufl. 1995.
- Das Neue Testament im Überblick. CSV, Hückeswagen 1990.
- (mit Christian Briem:) Mit weitem Herzen auf schmalem Weg. CSV, Hückeswagen 1992, 2. Aufl. 2003.
- Die Schriftrollen vom Toten Meer. CSV, Hückeswagen 1994, 2. Aufl. 2003.
- Der Brief an die Galater. Ernst Paulus, Neustadt 1995.
- Die Bergpredigt. Eine Auslegung von Matthäus 5–7. CSV, Hückeswagen 1997.
- Du aber … Eine Auslegung zum 1. und 2. Timotheusbrief. CSV, Hückeswagen 2001.
- Biblische Bilder und Symbole. CSV, Hückeswagen 2001, 2. Aufl. 2014.
- Der Herr ist Rettung. Eine Auslegung zum Propheten Jesaja. 2 Bände. CSV, Hückeswagen 2003/07.
- In Christus gesegnet. Eine Auslegung zum Epheserbrief. CSV, Hückeswagen 2004.
- Betrachtungen über die beiden Korintherbriefe. Ernst Paulus, Neustadt 2005 (2007?).
- Kann ein Christ verloren gehen? CSV, Hückeswagen 2006.
- Das kostbare Blut Jesu Christi. CSV, Hückeswagen 2006.
- Der erwachsene Christ. Gedanken über geistliches Wachstum. CSV, Hückeswagen 2010.
- Die Bibel im Überblick. CSV, Hückeswagen 2011.
- Betrachtungen über den Kolosserbrief. Ernst Paulus, Neustadt 2011.
- Jesus – Mann der Schmerzen. Gedanken über die Leiden des Herrn. CSV, Hückeswagen 2012.
- Freude im Herrn. Eine Auslegung zum Philipperbrief. CSV, Hückeswagen 2014.
- Gottes treuer Diener. Eine Auslegung zum Markusevangelium. CSV, Hückeswagen 2015.
- Die gute Hand Gottes. Eine Auslegung zum Buch Esra. CSV, Hückeswagen 2017.
- Bauen und Bewahren. Eine Auslegung zum Buch Nehemia. CSV, Hückeswagen 2021; ISBN 978-3-89287-178-1

### Dialektologie und Namenforschung
- Zum ostfriesischen Niederdeutsch. In: Jahrbuch des Vereins für Niederdeutsche Sprachforschung 117 (1994), S. 130–168; 118 (1995), S. 211–244; 119 (1996), S. 141–177.
- Plattdeutsch in Ostfriesland. Die Mundart von Moormerland-Warsingsfehn. Lautlehre (Phonologie), Formenlehre (Morphologie), Satzlehre (Syntax). Sollermann, Leer 1997.
- Von Aaltukerei bis Zwischenmooren. Die Siedlungsnamen zwischen Dollart und Jade. Schuster, Leer 2004.
- Die Siedlungsnamen des Ammerlandes. Ihre Herkunft und Bedeutung. Isensee, Oldenburg 2008.
- Mittelalterliche Flurnamen in Ostfriesland. Ostfriesische Landschaft, Aurich 2011 (online).
- Friesisches Wortmaterial in den Ostfriesischen und Oldenburgischen Urkundenbüchern. In: Us wurk: Tydskrift foor frisistyk 60 (2011) 3/4, S. 103–138.